# Genoplesium pumilum
Genoplesium pumilum är en orkidéart som först beskrevs av Joseph Dalton Hooker, och fick sitt nu gällande namn av David Lloyd Jones och Mark Alwin Clements. Genoplesium pumilum ingår i släktet Genoplesium och familjen orkidéer. Inga underarter finns listade i Catalogue of Life.